# Cale (húngaro)
Cale (em grego medieval: Καλῆ; romaniz.: Kale) foi nobre magiar da primeira metade do século X. Era um dos líderes tribais e detinha a posição de carcha, estando em terceiro lugar na ordem de dignitários. Segundo o Sobre a Administração Imperial de Constantino VII (r. 913–959), era pai de Bultzus.